# Friedrich Wilhelm Dombois
Friedrich Wilhelm Dombois (* 25. März 1890 in Schöneberg bei Berlin; † 25. August 1982 in Essen) war ein deutscher Verwaltungsjurist und Landrat. Dombois wirkte als Landrat im  Kreis Prenzlau (1920–1922), im Kreis Stolp (1922–1937) und bis zum Ende des Zweiten Weltkrieges im Kreis Düsseldorf-Mettmann, Rheinprovinz (1937–1945). Von 1940 bis 1942 amtierte er daneben als Landrat vertretungsweise im Rhein-Wupper-Kreis.
Dombois war in der Weimarer Republik Mitglied des deutschnationalen Stahlhelm, Bund der Frontsoldaten. Wegen dieser Mitgliedschaft wurde im April 1933 seine Anmeldung als NSDAP-Mitglied nicht angenommen. Im Herbst 1933 wurde der Stahlhelm als SA-Reserve in die SA überführt; Dombois wurde damit Mitglied der SA. Am 15. Dezember 1937 beantragte er die Aufnahme in die NSDAP und wurde rückwirkend zum 1. Mai desselben Jahres aufgenommen (Mitgliedsnummer 5.857.501).